# Peter Čerešňák
Peter Čerešňák (* 26. Januar 1993 in Trenčín) ist ein slowakischer Eishockeyspieler, der seit Mai 2022 beim HC Pardubice aus der tschechischen Extraliga unter Vertrag steht und dort auf der Position des Verteidigers spielt. Mit der slowakischen Nationalmannschaft gewann Čerešňák bei den Olympischen Winterspielen 2022 in Peking die Bronzemedaille.

## Karriere
Peter Čerešňák begann seine Karriere in seiner Heimatstadt beim HK Dukla Trenčín und debütierte für seinen Heimatverein in der Saison 2010/11 in der slowakischen Extraliga. Zudem war er in der Saison auch für den HK Orange 20 aktiv. Nach der Saison wurde er beim NHL Entry Draft 2011 in der sechsten Runde an 172. Position von den New York Rangers aus der National Hockey League (NHL) gedraftet. In der Folge wechselte er nach Nordamerika und spielte in der Ontario Hockey League (OHL) für die Peterborough Petes. Sowohl in der Saison 2011/12 als auch in der Saison 2012/13 verpasste er mit seinem Team die Qualifikation für die Playoffs. Nach zwei Spielzeiten in Nordamerika kehrte er zu seinem Heimatverein HK Dukla Trenčín zurück und verpasste mit seiner Mannschaft in der Saison 2013/14 als Tabellenneunter die Qualifikation für die Playoffs.
Zur Saison 2014/15 wechselte Peter Čerešňák nach Tschechien zum HC Vítkovice in die tschechische Extraliga. Mit seinem neuen Verein qualifizierte er sich für die Pre-Playoffs, wo sie sich im Best-of-Five-Modus mit 1:3 dem HC Pardubice geschlagen geben mussten. Zudem war er mit seiner Mannschaft auch in der neu geschaffenen Champions Hockey League (CHL) aktiv, wo man bereits in der Gruppenphase ausschied. In seiner zweiten Saison beim HC Vítkovice nahm er mit dem Verein erneut an der Champions Hockey League teil und man konnte sich dort für die K.-o.-Phase qualifizieren. Dort unterlag man im Sechzehntelfinale Tappara Tampere aus Finnland und schied aus dem Wettbewerb aus. In der Liga konnte er sich mit seiner Mannschaft nicht für die Playoffs qualifizieren, wodurch sie an der Abstiegsrunde teilnehmen mussten, wo man den Klassenerhalt sicherte.

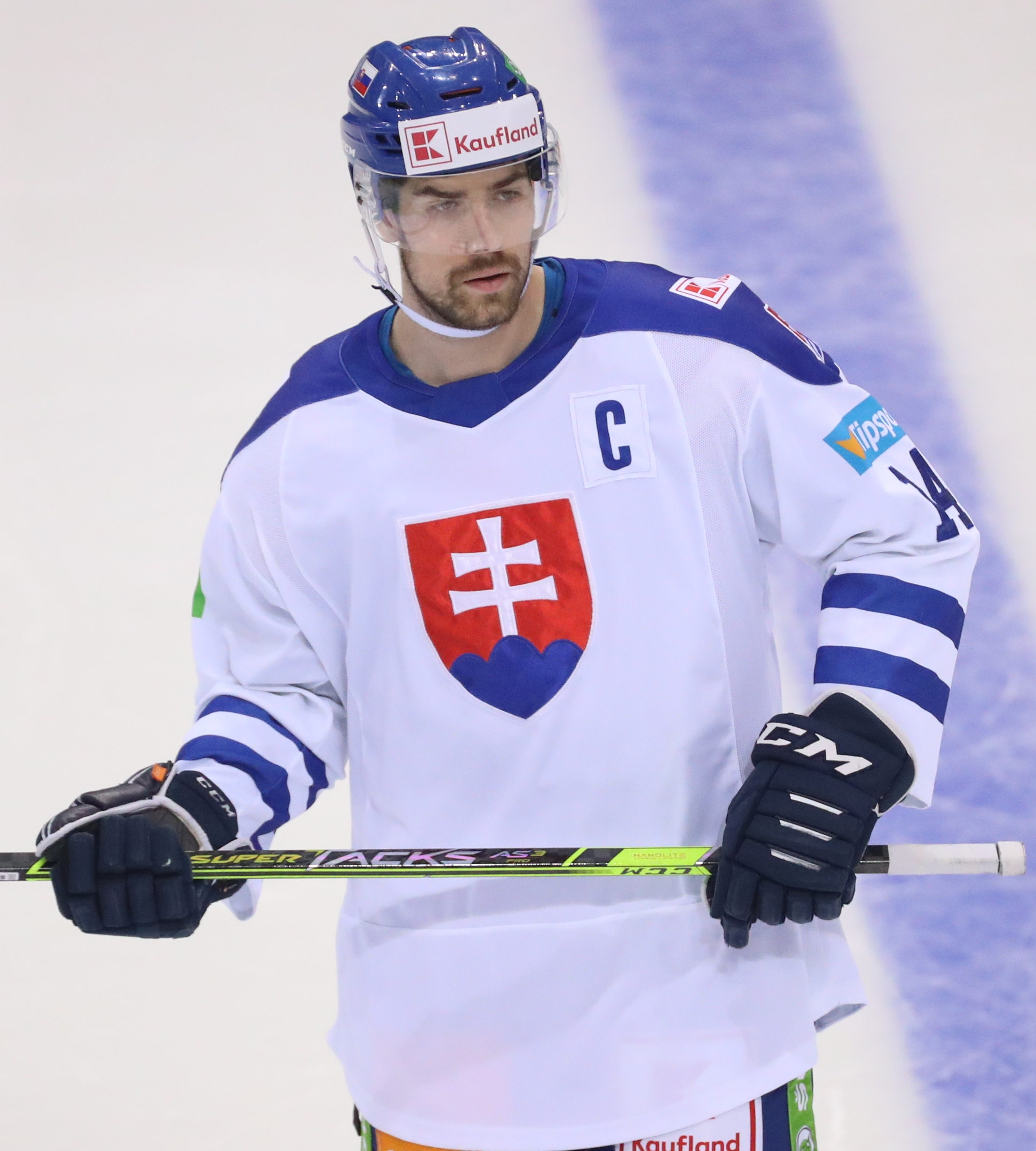
Čerešňák als Kapitän der slowakischen Nationalmannschaft (2022)

Zur Saison 2016/17 wechselte der Abwehrspieler innerhalb der tschechischen Extraliga zum HC Plzeň 1929. Mit seinem neuen Team konnte er sich für die Pre-Playoffs qualifizieren. Dort schlug man seinen Ex-Verein HC Vítkovice und zog in die richtigen Playoffs ein, wo man im Viertelfinale an den Bílí Tygři Liberec scheiterte. Zudem ging er mit seinem Team auch in der CHL an den Start, wo man sich für die K.-o.-Phase qualifizieren konnte. Dort unterlag man im Sechzehntelfinale gegen den HC Lugano aus der Schweiz. In der darauffolgenden Saison konnte Peter Čerešňák mit seinem Team die Hauptrunde gewinnen und bei den Playoffs das Halbfinale erreichen, wo man dem späteren Meister HC Kometa Brno unterlag. In der Saison 2018/19 erreichte er mit seiner Mannschaft erneut direkt die Playoff, wo man sich im Halbfinale mit HC Oceláři Třinec wieder dem späteren Meister geschlagen geben musste. Zudem war man in der Saison auch wieder in der Champions Hockey League vertreten, wo man sich für die K.-o.-Phase qualifizieren konnte. Nach Siegen gegen den HC Bozen aus Italien und Skellefteå AIK aus Schweden erreichte man das Halbfinale, wo man gegen den Frölunda HC aus Schweden aus dem Wettbewerb ausschied.
In der darauffolgenden Saison startete Peter Čerešňák mit dem HC Plzeň 1929 erneut in der Champions Hockey League und man konnte sich dort erneut für die K.-o.-Phase qualifizieren, wo man direkt im Achtelfinale am Lausanne HC scheiterte. In der tschechischen Extraliga erreichte man erneut direkt die Playoffs. Doch aufgrund der COVID-19-Pandemie wurde die Saison während der Pre-Playoffs abgebrochen. Zur Saison 2020/21 änderte sich der Playoffs-Modus der tschechischen Extraliga etwas, sodass Peter Čerešňák mit seinem Team trotz des fünften Platzes in der Hauptrunde in die Pre-Playoffs mussten. Dort schied man überraschend im Best-of-Five mit 0:3 gegen den HC Olomouc aus. In der darauffolgenden Saison mussten er und sein Team als Tabellensechster der Hauptrunde erneut den Umweg über die Pre-Playoffs gehen und erneut musste man sich dort – diesmal gegen den BK Mladá Boleslav – geschlagen geben. Am Ende der Saison wurde er zum besten Verteidiger der Saison geehrt.
Zur Saison 2022/23 wechselte Peter Čerešňák erneut innerhalb der tschechischen Extraliga und schloss sich dem HC Pardubice an.

### International
Peter Čerešňák war für die U18- und U20-Nationalmannschaft der Slowakei aktiv. Die U18-Mannschaft führte er bei U18-Junioren-Weltmeisterschaft 2011, die in Dresden und Crimmitschau ausgetragen wurde, als Kapitän an. Mit seiner Mannschaft konnte er bei der WM den Abstieg in die Division I nicht verhindern. Nachdem er bereits bei Freundschaftsspielen der slowakischen Nationalmannschaft zum Einsatz gekommen war, wurde er von Nationaltrainer Zdeno Cíger für die Weltmeisterschaft 2017, die in Köln und Paris ausgetragen wurde, nominiert. Mit der slowakischen Mannschaft konnte er den Klassenerhalt in der Top-Division sichern. Ein Jahr später wurde er vom neuen Nationaltrainer Craig Ramsay für die Olympischen Winterspiele 2018 in Pyeongchang nominiert. Er und seine Mannschaft mussten nach der Gruppenphase in die Viertelfinal-Qualifikation, wo man den USA mit 1:5 unterlag.
Vier Jahre später wurde Peter Čerešňák von Nationaltrainer Craig Ramsay auch für die Olympischen Winterspiele 2022 in Peking nominiert, wo er gemeinsam mit Peter Cehlárik als Assistenzkapitän von Marek Hrivík fungierte. Obwohl sich die slowakische Mannschaft in der Gruppenphase wieder nur für die Viertelfinal-Qualifikation qualifizieren konnte, schaffte es die Mannschaft über Siege gegen Deutschland und gegen die USA in das Halbfinale einzuziehen. Dort unterlag man der finnischen Nationalmannschaft und traf im Spiel um den dritten Platz auf Schweden. Durch einen deutlichen 4:0-Sieg sicherte er sich mit seiner slowakischen Mannschaft die Bronzemedaille.

## Erfolge und Auszeichnungen
- 2022 Bronzemedaille bei den Olympischen Winterspielen
- 2023 Spengler Cup All-Star-Team
- 2024 Tschechischer Vizemeister mit dem HC Pardubice